# Thorvald Hellesen
Thorvald Hellesen (født 25. december 1888 i Kristiania (Oslo) ; død 22. oktober 1937 i Oslo) var en norsk kunstmaler, som  sættes i forbindelse med bevægelsen 'orfisk kubisme'.
Hellesen studerede 1910-11 under Christian Krohg, men rejste allerede 1912 til Paris, hvor han giftede sig med den franske kunstner Hélène Perdriat (1894-1969)
og fik kontakt med avantgardemiljøet dér. Han aflagde derefter kun korte besøg i Norge.
1936-37 var Hellesen involveret i farvesætning af Sankt Annæ Passage i København
| - Hellesen − far og bedstefar - Del af selvportræt fra 1909 - Faren Thorvald Hellesen (1862-94), advokat (no) - Bedstefaren Thorvald Hellesen (1832-1904), oberstløjtnant |

| - Udvalg af værker af Thorvald Hellesen - Kvindeportræt, 1911 - Natbord, 'Nightstand', 1911 - Kubistisk stilleben, 'Nature Morte Cubiste', 1916 - 'Peinture 1920' - 'Komposition', 1920 − (NG.M.03379) - Komposition, ca. 1920 − (NG.M.04202) - Les deux amies, 1920 (De to venner) - Komposition, 1926 - Abstrakt komposition (år ikke oplyst) - Udkast til vægmaleri, mural (år ikke oplyst) - Udkast til udsmykning af sportshal (år ikke oplyst) |

## References
1. ↑  Om navn og stavemåde for Oslo/Christiania/Kristiania: Oslo "... Byen hed Christiania i 1624-1925, stavet Kristiania i 1877-1925 ... ". Fra opslaget om Oslo i Den Store Danske på lex.dk af Thygesen, Bregnhøi, Bregnsbo og Mikkelsen.
2. ↑  Thorvald Hellesen Arkiveret 20. juli 2021 hos  Wayback Machine på Druttcam.com (Juni 2019)
3. ↑  Thorvald Hellesen af Steinar Gjessing i Norsk kunstnerleksikon : på Nkl.snl.no
4. 1 2  Thorvald Hellesen af Hilde Mørch i Norsk biografisk leksikon på Nbl.snl.no
5. ↑  'Peinture 1920' hos Parismuseescollections.paris.fr
6. ↑  Om titlen 'Peinture': "... I tilgjengelige utstillingskataloger fra 20-årene fins ingen titler på H.s bilder, bare den nøytrale betegnelsen Peinture. ..." fra Thorvald Hellesen af Steinar Gjessing i Norsk kunstnerleksikon på Nkl.snl.no
7. ↑  Om salget af "Les deux amies" hos Christies.com : "Price realised GBP 121,250 − Closed: 25 Jun 2008"